# 10639 Ґлісон
10639 Ґлісон (10639 Gleason) — астероїд головного поясу, відкритий 14 листопада 1998 року.
Тіссеранів параметр щодо Юпітера — 3,651.